# Posta Biztosító
A Posta Biztosító társaságai – a Magyar Posta Életbiztosító Zrt. és Magyar Posta Biztosító Zrt. – a Magyar Posta Zrt. (33,1%) és a Gránit Biztosító Zrt. (66,9%) közös leányvállalatai. Üzleti működésének kezdete óta (2003) a legdinamikusabban növekedő biztosítótársaságok közé tartozik a magyar piacon.

## Történet
A Magyar Posta Zrt. és a német Talanx International AG 2002 áprilisában együttműködési megállapodást írt alá a Posta Biztosító létrehozásáról. A Magyar Posta Biztosító Zrt. és a Magyar Posta Életbiztosító Zrt. 2002 decemberében kapta meg működési engedélyét, a vállalatok 2003-ban kezdték meg működésüket.
2022 decemberében a Magyar Állam 100 százalékos tulajdonában álló Corvinus Nemzetközi Befektetési Zrt. szerződést kötött a Talanx Csoporttal a Magyar Posta Életbiztosító Zrt. és a Magyar Posta Biztosító Zrt. 66,9 százalékos üzletrészének adásvételéről . A tranzakció 2023 áprilisában zárult le, a cég ezzel átmenetileg többségi állami tulajdonba került.
A Magyar Állam 2023 szeptemberében nyílt eljárást írt ki a két társaság 66,9 százalékos tulajdonrészének értékesítésére . 2024. július 8-án a Waberer’s Csoport leányvállalata, a Gránit Biztosító kötött adásvételi szerződést a részesedés megvásárlásáról.

## Vezetőség

### Igazgatóság
- Erdélyi Barna – igazgatóság elnöke
- dr. Láng Géza Károly – igazgatósági tag
- dr. Nyilasi Bence Zoltán – igazgatósági tag
- Kovács Zsolt - igazgatósági tag, vezérigazgató[5]